# Diocesi di Agen

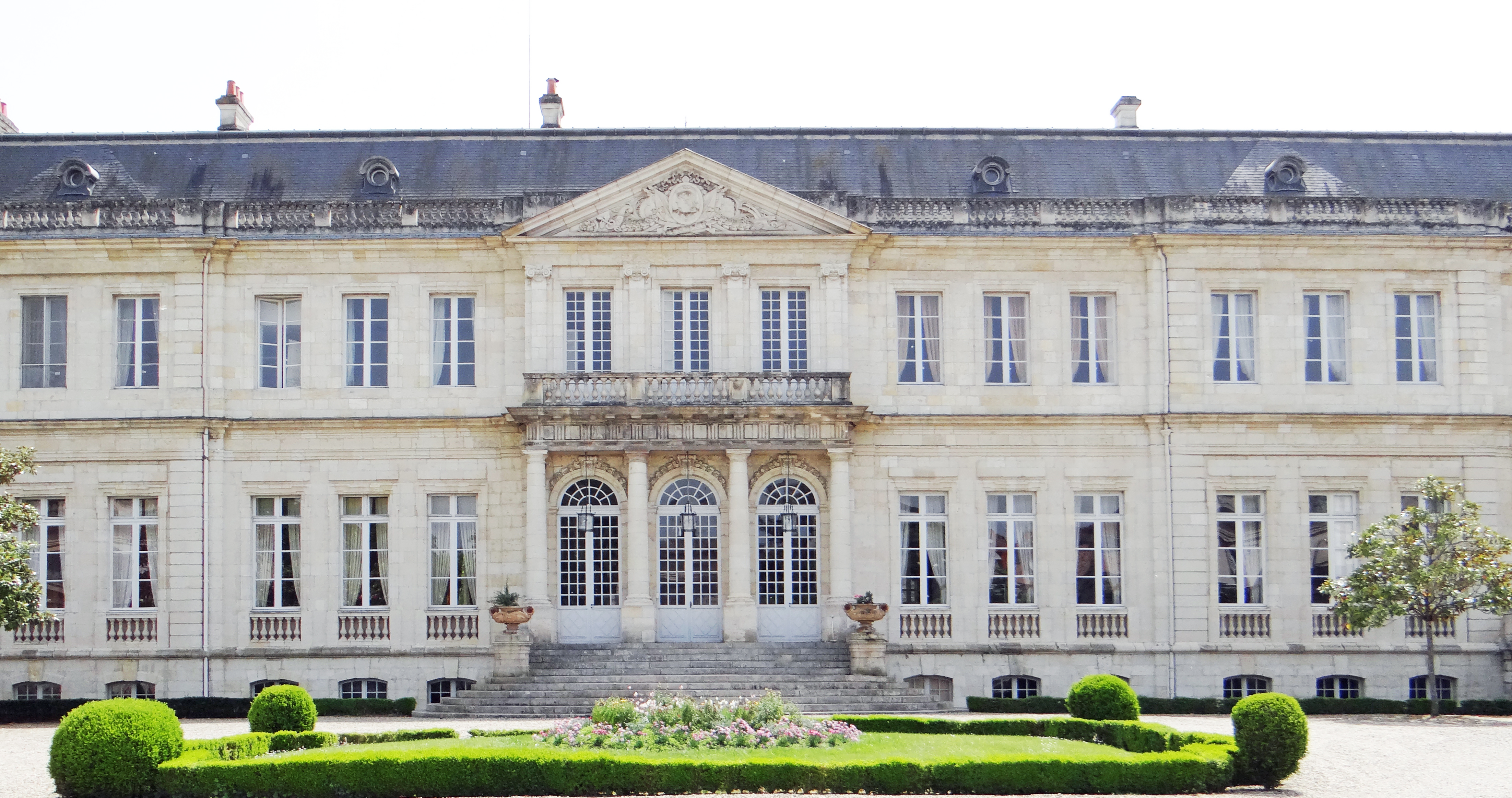
L'antico palazzo episcopale di Agen, fatto costruire alla fine del Settecento dal vescovo Jean-Louis d'Usson de Bonac, è oggi sede della prefettura.

La diocesi di Agen (in latino Dioecesis Agennensis) è una sede della Chiesa cattolica in Francia suffraganea dell'arcidiocesi di Bordeaux. Nel 2023 contava 201.190 battezzati su 339.190 abitanti. È retta dal vescovo Alexandre de Bucy.

## Territorio
La diocesi comprende il dipartimento francese del Lot e Garonna.
Sede vescovile è la città di Agen, dove si trova la cattedrale di San Caprasio.
A partire dalla fine del II millennio, il territorio diocesano, che si estende su 5.384 km², ha subito una completa riorganizzazione. Il numero delle parrocchie, che era ancora di 309 nel 2006, era di 26 nel 2020, raggruppate in 5 decanati.

## Storia
Incerto è stabilire l'origine del cristianesimo nell'agennais. Nei più antichi documenti liturgici della diocesi san Marziale (I o III secolo), chiamato "nostro padre" o "nostro apostolo", è da considerarsi come il vero fondatore della comunità cristiana di Agen. Alla fine del III secolo si conoscono numerosi martiri nel territorio, tra cui san Caprasio, san Vincenzo, santa Fede, sant'Alberto, san Primo.
La diocesi di Agen è attestata a partire dalla seconda metà del IV secolo, suffraganea dell'arcidiocesi di Bordeaux, sede metropolitana della provincia romana dell'Aquitania seconda. La tradizione riconosce come primi vescovi di Agen san Caprasio e san Vincenzo; tuttavia nessuno dei due è ricordato come vescovo nel martirologio romano. Inoltre la diocesi non fu rappresentata al primo concilio di Arles del 314 e ciò lascia pensare che la sua erezione sia posteriore.
Primo vescovo storicamente documentato è Febadio, che nel 357 scrisse un'opera contro gli ariani e nel 359 prese parte al concilio di Rimini. Secondo la Notitia Galliarum, i vescovi di Agen occupavano il secondo posto, dopo il metropolita di Bordeaux, nell'ordine gerarchico della provincia ecclesiastica: ciò dava loro il diritto di amministrare la sede di Bordeaux in regime di sede vacante; ancora nel 1479 avevano il titolo di "vicari della Provincia".
Un periodo di grave decadenza, causata dall'espansione del ducato di Guascogna, dai conflitti tra franchi e aquitani e dalle invasioni normanne, provocarono il declino della diocesi, la cui esistenza tra VII e X secolo è incerta. Per più di un secolo, dall'864 al 982, insieme con le diocesi vicine, fu retta da un vescovo di Guascogna.
A partire dal vescovo Gombaud, la diocesi poté rinascere, divenendo sede di numerose istituzioni monastiche e abbaziali. I benedettini possedevano le abbazie di Clairac, di Eysses e di Saint-Maurin; i cistercensi quelle di Gondon e di Pérignac; dal XII secolo arrivarono gli ordini mendicanti che fondarono monasteri su tutto il territorio diocesano. Le più antiche abbazie femminili erano quelle di Fongrave e di Paravis, fondate rispettivamente nel 1087 e nel 1130.
Con Arnaud II de Beauville (ca. 1020 - 1049), i vescovi di Agen acquisirono poteri comitali, grazie a privilegi, immunità e diritti concessi dai duchi di Aquitania. Nel 1789 i vescovi avevano perso ogni loro potere temporale, pur mantenendo ancora il titolo, puramente onorifico, di "conti di Agen".	
Nel XII secolo fu edificata la cattedrale di San Caprasio sul luogo di un'antica basilica costruita nel VI secolo e saccheggiata dai Normanni nell'853.
Il 13 agosto 1317 cedette la porzione del suo territorio sulla riva sinistra della Garonna a vantaggio dell'erezione della diocesi di Condom.
Prima della rivoluzione francese, la diocesi comprendeva 384 parrocchie e 181 chiese annesse ed era suddivisa in 12 arcipreture: Le Siège, Ferrussac, Villeneuve, Tournon, Fumel, Villeréal, Monclar, Lauzun, Sainte-Foy, Marmande, Tonneins e Montpezat.
Facendo seguito al concordato, con la bolla Qui Christi Domini di papa Pio VII del 29 novembre 1801, la diocesi di Agen si ingrandì, incorporando i territori della diocesi di Condom e dell'arcidiocesi di Auch, che furono soppresse, nonché parte delle diocesi ugualmente soppresse di Lescar, di Lectoure e di Tarbes. Nel contempo divenne suffraganea dell'arcidiocesi di Tolosa.
Il 6 ottobre 1822 l'arcidiocesi di Auch fu ristabilita con la bolla Paternae charitatis dello stesso papa Pio VII, ricavandone il territorio dalla diocesi di Agen, che tornò a far parte della provincia ecclesiastica dell'arcidiocesi di Bordeaux. Contestualmente cedette tre cantoni per la costituzione della diocesi di Montauban.

## Cronotassi dei vescovi
Si omettono i periodi di sede vacante non superiori ai 2 anni o non storicamente accertati.
- San Caprasio ? †
- San Vincenzo ? †[6]
- San Febadio † (prima del 357 - dopo il 392)[7]
- San Dulcedio † (inizio del V secolo)[8]
- Bebiano † (menzionato nel 549)
- Polemio † (menzionato nel 573)
- Sugillario ? † (menzionato nel 580)[9]
- Antidio † (menzionato nel 585)
- Flavardo † (menzionato nel 614)
- Asodoaldo † (menzionato nel 627)[10]
- Sallustio † (menzionato nel 630)
- Siboaldo † (menzionato nel 673/675)[11]
- Gombaud † (menzionato nel 977)[12]
- Arnaud I †[13]
- Hugues de Gascogne † (inizio dell'XI secolo - dopo il 1011)
- Sanche ? †
- Simon I ? †[14]
- Arnaud II de Beauville † (? - 1049 dimesso)
- Bernard I de Beauville † (1049 - dopo il 1056)[15]
- Guillaume I † (17 novembre 1061 consacrato - dopo il 1068)
- Arnaud III ? † (menzionato nel 1069)[16]
- Elie I † (circa 1069 - 1076)[17]
- Donald † (menzionato a dicembre 1080)
- Simon II † (1083 consacrato - 18 aprile circa 1101 deceduto)
- Géraud I † (menzionato nel 1103)
- Isarad ? † (menzionato nel 1104)
- Gausbert † (1105 - dopo il 1115)
- Aldebert † (prima del 1118 - 1128)
- Raymond-Bernard du Fossat † (circa 1128 - 7 marzo 1149 deceduto)
- Elie II de Castillon † (31 agosto 1149 consacrato - circa 1180 dimesso)
- Pierre I † (menzionato nel 1180)
- Bertrand I de Béceyras † (circa 1182 o 1183 - dopo maggio 1208)
- Arnaud IV de Rovinha † (1209 - 18 agosto 1228 deceduto)
- Arnaud V † (prima del 1230 - 1231 deceduto)
- Géraud II † (21 febbraio 1231 - dopo il 4 luglio 1232 deceduto)
- Raoul de Peyrines † (1233 - 1235[18] nominato arcivescovo di Lione)
- Arnaud de Galard † (1235 - 12 settembre 1245 deceduto)
- Pierre de Reims, O.P. † (30 novembre 1245 - 29 gennaio 1247 deceduto)
- Guillaume II † (8 aprile 1247 - 9 dicembre 1262 nominato patriarca di Gerusalemme)
- Guillaume III † (8 maggio 1263 - 1264 deceduto)
- Pierre Jerlandi † (14 maggio 1264 - 28 luglio 1271 deceduto)
- Arnaud de Got † (1271 - 10 o 20 febbraio 1282 deceduto)
- Jean Jerlandi † (1282 - circa 1291 deceduto)
- Bertrand de Goth † (1292 - 1306 nominato vescovo di Langres)
- Bernard de Farges † (25 febbraio 1306 - 4 giugno 1306 nominato arcivescovo di Rouen)
- Bertrand de Goth † (11 novembre 1306 - 5 maggio 1313 deceduto) (per la seconda volta)
- Amanieu de Fargis † (11 gennaio 1314 - 26 maggio circa 1357 deceduto)
- Déodat de Rotbald † (12 giugno 1357 - 1364 deceduto)
- Raimond de Salg † (10 gennaio 1364 - 1374 deceduto)
- Jean Belveti † (8 giugno 1375 - 30 maggio 1382 nominato vescovo di Albi)
- Obbedienza romana:
  - Giovanni † (21 agosto 1389 - ?)[19]
  - Pietro † (18 settembre 1391 - ?)
- Obbedienza avignonese:
  - Simon de Cramaud † (30 maggio 1382 - 7 agosto 1383 nominato vescovo di Béziers)
  - Jean III, O.S.B. † (7 agosto 1383 - 1396 o 1397 deceduto)
  - Bernard de Chevenon † (12 luglio 1395 - 19 giugno 1398 nominato vescovo di Saintes)
  - Imbert de Saint-Laurent † (27 marzo 1398 - 1438 deceduto)
- Jean Borgia † (9 gennaio 1439 - 1461 dimesso)
- Pierre de Bérard † (10 giugno 1461 - 21 luglio 1477 deceduto)
  - Jean de Monchen † (1477 - 3 luglio 1478 nominato vescovo di Viviers) (vescovo eletto)
- Galeazzo della Rovere † (3 luglio 1478 - 1487 deceduto)
- Leonardo Grosso della Rovere † (9 dicembre 1487 - 22 marzo 1519 dimesso)
- Marcantonio della Rovere † (22 marzo 1519 - 1538 deceduto)
  - Giovanni di Lorena † (24 maggio 1538 - 10 maggio 1550 deceduto) (amministratore apostolico)
- Matteo Bandello, O.P. † (1º settembre 1550 - 1555 dimesso)
- Giano Fregoso † (23 gennaio 1555 - 16 ottobre 1586 deceduto)
  - Pierre Donault, O.S.B.Clun. † (1587 - 11 settembre 1587 nominato vescovo di Mirepoix) (vescovo eletto)
- Nicolas de Villars † (18 dicembre 1587 - 10 dicembre 1608 deceduto)
- Claude de Gelas † (29 aprile 1609 - 26 dicembre 1630 deceduto)
- Gaspard de Daillon du Lude † (12 maggio 1631 - 28 gennaio 1636 nominato vescovo di Albi)
- Barthélemi d'Elbène † (9 giugno 1636 - 4 marzo 1663 deceduto)
- Claude Joli † (12 gennaio 1665 - 21 ottobre 1678 deceduto)
- Jules Mascaron, Orat. † (8 gennaio 1680 - 16 dicembre 1703 deceduto)
- François Hébert † (11 febbraio 1704 - 20 agosto 1728 deceduto)
- Jean d'Ise de Saléon † (8 febbraio 1730 - 1º dicembre 1735 dimesso)
- Jean-Gaspard-Gilbert de Chabannas † (19 dicembre 1735 - 26 luglio 1767 deceduto)
- Jean-Louis d'Usson de Bonac † (25 gennaio 1768 - 1815 dimesso)[20]
- Jean Jacoupy † (15 luglio 1802 - 7 luglio 1841 ritirato)
- Jean-Aimé de Levezou de Vezins † (12 luglio 1841 - 11 aprile 1867 deceduto)
  - Sede vacante (1867-1871)
- Hector-Albert Chaulet d'Outremont † (24 febbraio 1871 - 21 dicembre 1874 nominato vescovo di Le Mans)
- Jean-Emile Fonteneau † (21 dicembre 1874 - 13 novembre 1884 nominato arcivescovo di Albi)
- Charles-Evariste-Joseph Coeuret-Varin † (27 marzo 1885 - 23 febbraio 1905 deceduto)
- Charles-Paul Sagot du Vauroux † (21 febbraio 1906 - 15 agosto 1937 deceduto)
- Jean-Marcel Rodié † (7 marzo 1938 - 15 febbraio 1956 dimesso[21])
- Roger Johan † (13 aprile 1956 - 13 marzo 1976 ritirato)
- Sabin-Marie Saint-Gaudens † (13 marzo 1976 succeduto - 13 dicembre 1996 ritirato)
- Jean-Charles Marie Descubes (13 dicembre 1996 - 25 marzo 2004 nominato arcivescovo di Rouen)
- Hubert Marie Michel Marcel Herbreteau (17 gennaio 2005 - 19 agosto 2023 ritirato)[22]
- Alexandre de Bucy, dal 22 maggio 2024

## Statistiche
La diocesi nel 2023 su una popolazione di 339.190 persone contava 201.190 battezzati, corrispondenti al 59,3% del totale.
| anno | popolazione | popolazione | popolazione | presbiteri | presbiteri | presbiteri | presbiteri                | diaconi | religiosi | religiosi | parrocchie |
| anno | battezzati  | totale      | %           | numero     | secolari   | regolari   | battezzati per presbitero | diaconi | uomini    | donne     | parrocchie |
| ---- | ----------- | ----------- | ----------- | ---------- | ---------- | ---------- | ------------------------- | ------- | --------- | --------- | ---------- |
| 1950 | 210.000     | 265.450     | 79,1        | 321        | 266        | 55         | 654                       |         | 109       | 323       | 440        |
| 1959 | 240.800     | 265.648     | 9,3         | 305        | 255        | 50         | 81                        |         | 93        | 312       | 439        |
| 1970 | 240.000     | 289.755     | 82,8        | 285        | 246        | 39         | 842                       |         | 43        | 345       | 434        |
| 1980 | 247.000     | 294.000     | 84,0        | 224        | 182        | 42         | 1.102                     | 2       | 42        | 245       | 439        |
| 1990 | 244.000     | 301.000     | 81,1        | 201        | 145        | 56         | 1.213                     | 8       | 67        | 141       | 439        |
| 1999 | 245.000     | 307.803     | 79,6        | 148        | 105        | 43         | 1.655                     | 11      | 52        | 141       | 435        |
| 2000 | 242.000     | 305.988     | 79,1        | 140        | 101        | 39         | 1.728                     | 10      | 50        | 133       | 425        |
| 2001 | 242.000     | 317.945     | 76,1        | 134        | 94         | 40         | 1.805                     | 17      | 50        | 117       | 442        |
| 2002 | 248.000     | 317.945     | 78,0        | 132        | 101        | 31         | 1.878                     | 13      | 40        | 122       | 404        |
| 2003 | 246.000     | 317.945     | 77,4        | 135        | 90         | 45         | 1.822                     | 14      | 56        | 98        | 404        |
| 2004 | 200.000     | 317.945     | 62,9        | 121        | 85         | 36         | 1.652                     | 14      | 48        | 76        | 365        |
| 2006 | 201.700     | 321.000     | 62,8        | 117        | 81         | 36         | 1.723                     | 19      | 49        | 87        | 309        |
| 2012 | 202.000     | 337.500     | 59,9        | 88         | 61         | 27         | 2.295                     | 21      | 39        | 67        | 194        |
| 2015 | 204.700     | 341.700     | 59,9        | 75         | 47         | 28         | 2.729                     | 20      | 40        | 58        | 26         |
| 2018 | 207.140     | 345.800     | 59,9        | 70         | 42         | 28         | 2.959                     | 22      | 41        | 47        | 23         |
| 2020 | 205.000     | 342.218     | 59,9        | 62         | 41         | 21         | 3.306                     | 20      | 36        | 38        | 26         |
| 2022 | 205.300     | 342.700     | 59,9        | 70         | 46         | 24         | 2.932                     | 14      | 40        | 34        | 26         |
| 2023 | 201.190     | 339.190     | 59,3        | 68         | 43         | 25         | 2.958                     | 19      | 39        | 33        | 26         |